# Catophoenissa dibapha
Catophoenissa dibapha är en fjärilsart som beskrevs av Felder 1875. Catophoenissa dibapha ingår i släktet Catophoenissa och familjen mätare. Inga underarter finns listade i Catalogue of Life.